# Gurami Checuriani
Gurami Checuriani (gruz. გურამი ხეცურიანი; ur. 28 stycznia 1997) – gruziński zapaśnik walczący w stylu klasycznym. Zajął 29. miejsce na mistrzostwach świata w 2019.  
Drugi na MŚ U-23 w 2019. Mistrz Europy U-23 w 2019 roku.